# Limnichus globosus
Limnichus globosus är en skalbaggsart som beskrevs av Champion 1923. Limnichus globosus ingår i släktet Limnichus och familjen lerstrandbaggar. Inga underarter finns listade i Catalogue of Life.